# Charles Albert Gobat
Charles Albert Gobat (Tramelan, Bern kanton, 1843. május 21. – Bern, 1914. március 16.) svájci jogász, politikus, békeaktivista. 1902-ben Élie Ducommunnel együtt Nobel-békedíjat kapott a Nemzetközi Békeiroda vezetőjeként végzett tevékenységéért.

## Élete
Charles Albert Gobat 1843. május 21-én született a svájci Tramelanban, egy protestáns lelkész fiaként. Nagybátyja, Samuel Gobat Afrikában dolgozott misszionáriusként és 1846-ban megválasztották Jeruzsálem püspökévé. Bázel, Heidelberg, Bern és Párizs egyetemein tanult jogot és végül 1867-ben, Heidelbergben diplomázott summa cum laude.
Ezt követően 15 évig jogászként dolgozott. Bernben kezdett praktizálni és munkája mellett a Berni Egyetemen oktatott francia magánjogot. Ezután a Bern kantonban lévő Delémont-ban nyitott ügyvédi irodát, amely hamarosan a körzet vezető jogászirodájává fejlődött. 1882 után érdeklődése a politika felé fordult. Ebben az évben megválasztották a kanton közoktatási szuperintendánsává; ezt a pozíciót harminc éven át betöltötte. Progresszív reformokat vezetett be, pénzügyi támogatást szerezve növelte a tanárok létszámát, támogatta az élő nyelvek oktatását és alternatív tanulási lehetőségeket teremtett a diákok számára. Történelmi tanulmányokat írt, a szakma is elismerte A Berni Köztársaság és Franciaország a vallásháborúk idején c. művét, de általánosan ismertté a Svájc történelme a nép számára c. 1900-ban kiadott könyvével vált.
Emellett politikai tevékenységet folytatott. 1882-ben beválasztották a Bern kanton nagytanácsába; 1886-1887 között ő volt a testület elnöke. 1884-1890 között tagja volt az Államok Tanácsának (a svájci parlament felsőházának), 1890-től haláláig pedig a Nemzeti Tanácsnak (az alsóháznak). Elsősorban oktatáspolitikával foglalkozott, amelyben mérsékelt liberális irányzatot követett. 1902-ben támogatta azt a törvényt, amely a nemzetközi kereskedelmi szerződéseknél bevezette a Hágai Nemzetközi Bíróság döntőbíráskodását vitás ügyekben.
Részt vett az Interparlamentáris Unió munkájában, ahol főleg az államok közti vitás ügyek döntőbírói rendszerének létrehozásán dolgozott. A szervezetet a brit William Randal Cremer és a francia Frédéric Passy hozta létre, hogy a különböző országok parlamentjei megtárgyalhassák vitás ügyeiket és elősegítse a nemzetek közötti együttműködést.
Gobat volt az elnöke az Unió 1892-es, Bernben tartott konferenciájának, ahol megalapították a szervezet hivatalos központját, a berni Interparlamentáris Irodát és annak vezetését Gobat-ra bízták. Tizenhét éven át töltötte be ezt a tiszteletdíjjal nem járó pozíciót, megszervezte az évente tartott konferenciákat, azok anyagainak kiadását, szerkesztette – és gyakran írta is – az Iroda havi kiadványát, buzdította a tagokat, hogy országaikban támogassák a nemzetközi kapcsolatokat javító törvényjavaslatokat. A St. Louis-ban 1904-ben tartott ülésük megszavazta a második hágai békekonferencia megszervezését, és az Unió képviselőjeként Gobat kérte fel Theodore Roosevelt amerikai elnököt az esemény összehívására.
1902-ben a Nobel-díj Bizottság az akkor már Nemzetközi Békeirodának nevezett szervezet két vezetőjét, Albert Gobat-t és Élie Ducommunt tüntette ki a Nobel-békedíjjal.
Gobat és Ducommun 1906-ig, utóbbi haláláig közösen igazgatta az Irodát, ezt követően Gobat nyolc éven át egyedül felügyelte a szervezet működését.
Albert Gobat 1914. március 16-án halt meg a berni békekonferencián. Felállt, mintha szót kérne, de összeesett és egy órával később már halott volt.

## Főbb művei
- Le Cauchemar de l’Europe Strasbourg, 1911
- Croquis et impressions d’Amérique Bern, Grunau, 1904
- Développement du Bureau international permanent de la paix Bern, 1910
- L’Histoire de la Suisse racontée au peuple Neuchâtel, Zahn, 1900
- The International Parliament, The Independent, 55 (May 14, 1903) 1148-1150.
- La République de Berne et la France pendant les guerres de religion Paris, Gedalge, 1891